# Cynthia Geary
Cynthia Geary (Jackson, 21 maart 1965), is een Amerikaans actrice. Zij werd in zowel 1992 als 1993 genomineerd voor een Primetime Emmy Award voor haar bijrol als schoonheidskoningin Shelly Marie Tambo in de tragikomische serie Northern Exposure, waarin ze in alle 110 afleveringen te zien is. Samen met de gehele cast werd ze in 1995 ook genomineerd voor een Screen Actors Guild Award. Geary maakte in 1982 haar film- en acteerdebuut als een niet bij naam genoemde patiënt met een gebroken neus in de filmparodie Young Doctors in Love.

## Filmografie
*Exclusief 5+ televisiefilms
- Nothing Against Life (2013)
- Ira Finkelstein's Christmas (2012)
- Crimes of the Past (2009)
- Expiration Date (2006)
- Mulletville (2002)
- The Business of Fancydancing (2002)
- Break Up (1998)
- The Killing Grounds (1998)
- Smoke Signals (1998)
- 8 Seconds (1994)
- Rich Girl (1991)
- Dangerous Curves (1989)
- Young Doctors in Love (1982)

## Televisieseries
*Exclusief eenmalige gastrollen
- You're the One - Lindsay Metcalf (1998, drie afleveringen)
- Northern Exposure - Shelly Marie Tambo (1990-1995, 110 afleveringen)

## Privé
Geary trouwde in 1994 met makelaar Robert Coron. Samen met kreeg ze in 2000 dochter Olivia en in 2006 dochter Lyla.
- Gemeinsame Normdatei: 1061923614
- International Standard Name Identifier: 0000 0000 4555 0170
- Library of Congress Control Number: no2002011457
- Virtual International Authority File: 14431527
- WorldCat: E39PBJtcHmyhRtyc3qHHxXRFrq